# TT286
Le tombeau thébain TT 286 est situé à Dra Abou el-Naga, une partie de la nécropole thébaine, sur la rive ouest du Nil, en face de Louxor.
C'est le lieu de sépulture de Niay, scribe, qui a vécu pendant la période ramesside. 